# Макеевский коксохимический завод
ЗАО «Маке́евский коксохимический завод» (укр. Макіївський коксохімічний завод) — коксохимическое предприятие в Донецкой области Украины (город Макеевка), в советское время обеспечивало потребности соседнего Макеевского металлургического комбината имени Кирова в коксе. В рамках санации завода все его производственные активы были выведены в ЗАО «Макеевко́кс» (доход $28,2 млн, прибыль $0,72 млн в 2003 году). Подконтрольное концерну «Энерго» ЗАО «Донецксталь» выкупило имущество ОАО за 29 млн грн. в 2004 г. и внесло активы в уставный фонд «Макеевкокса».
ЗАО «Макеевкокс» — одно из крупнейших предприятий Украины по производству шихты угольной, кокса доменного и химической продукции на основе технологии термической переработки углей.

## Производство
Объём продукции в 2005 году:
- кокс — 0,7591 млн тонн (8-е место на Украине — 4,0 %).